# Видумка (Любарський район)
Видумка (Видумки, рос. Выдумка, пол. Wydumka) — колишній хутір Мотовилівської волості Житомирського і Полонського повітів Волинської губернії та Великоволицької сільської ради Любарського району Житомирської і Бердичівської округ, Вінницької та Житомирської областей.

## Населення
На початку 20 століття у хуторі налічувалося 33 жителі, дворів — 5, у 1906 році — 64 мешканці, дворів — 4.
Відповідно до перепису населення СРСР 17 грудня 1926 року, чисельність населення становила 65 осіб, з них 29 чоловіків та 36 жінок; етнічний склад: українців — 65. Кількість домогосподарств — 14.

## Історія
Час заснування — невідомий. На початку 20 століття — хутір Мотовилівської волості Житомирського повіту Волинської губернії.
У 1906 році — хутір Мотовилівської волості (4-го стану) Житомирського повіту Волинської губернії. Відстань до губернського та повітового центру, м. Житомир, становила 102 версти, від волосного центру, с. Мотовилівка — 12 верст. Найближче поштово-телеграфне відділення розміщувалося у Любарі.
У березні 1921 року Мотовилівську волость включено до складу новоутвореного Полонського повіту Волинської губернії. У 1923 році включений до складу новоствореної Великоволицької сільської ради, яка, 7 березня 1923 року, увійшла до складу новоутвореного Любарського району Житомирської округи. У червні 1925 року Любарський район передано до складу Бердичівської округи.. Відстань від хутора до районного центру, міст. Любар — 25 верст, до окружного центру у Бердичеві — 75 верст, до найближчої залізничної станції Семки — 8 верст.
Знятий з обліку населених пунктів до 1 вересня 1946 року.